# Kongo Loto Lafanga

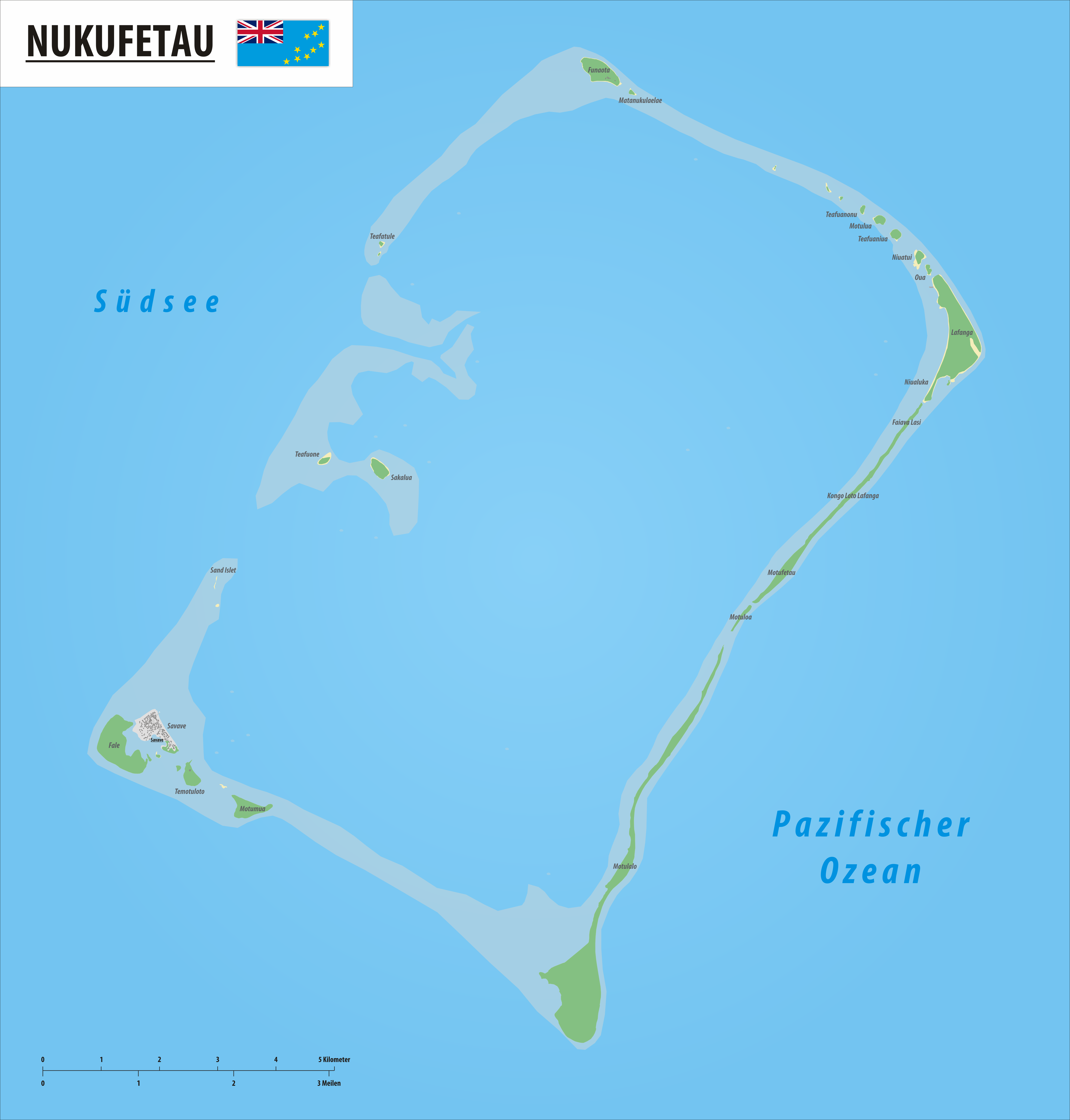
Mapa do atol de Nukufetau, em que Kongo Loto Lafanga aparece no leste, entre Faiava Lasi e Motufetau.

Kongo Loto Lafanga é um ilhéu do atol de Nukufetau, do país de Tuvalu.
1. ↑  British Admiralty Nautical Chart 766 Ellice Islands. Cricklewood: United Kingdom Hydrographic Office (UKHO). 1893